# Вітер без пилу
Вітер без пилу — другий студійний альбом українського рок-гурту «LETAY», і перший, який гурт видав під цією назвою. Альбом було записано та видано 2016 року.
На думку фронтмена гурту Іллі Резникова, цей альбом вийшов кращим за попередній, адже «команді вдалося зробити більше експериментів зі звуком, цікавих аранжувань та мелодій».
Пісня «В нас немає шансів» є перекладом пісні «Better not to see You» з попереднього альбому. Пісня «Gravity» вперше була виконана ще коли гурт називався «We Are!!»

## Музиканти
1. Ілля Резніков — вокал
2. Дмитро Натаров — бас-гітара
3. Андрій Панасюк — ударні
4. Майя Скорик — скрипка.

## Композиції
1. Світ чекає (3:06)
2. Same frame (3:43)
3. Тримай веселу хвилю (2:26)
4. Burn this place tonight (3:52)
5. Вітер без пилу (4:00)
6. Like an animal (2:53)
7. Жизнь идет (4:07)
8. Телевидение (3:52)
9. Здравствуй, осень, до свидания (5:12)
10. Killer compress (3:17)
11. В нас немає шансів (2:28)
12. Львів та Харків (3:44)
13. Gravity (3:07)
14. Clap-clap (4:02)

## Музичні відео
На пісні альбому було записано два кліпи:
- Світ чекає
- Вітер без пилу